# Драгоценности в Библии

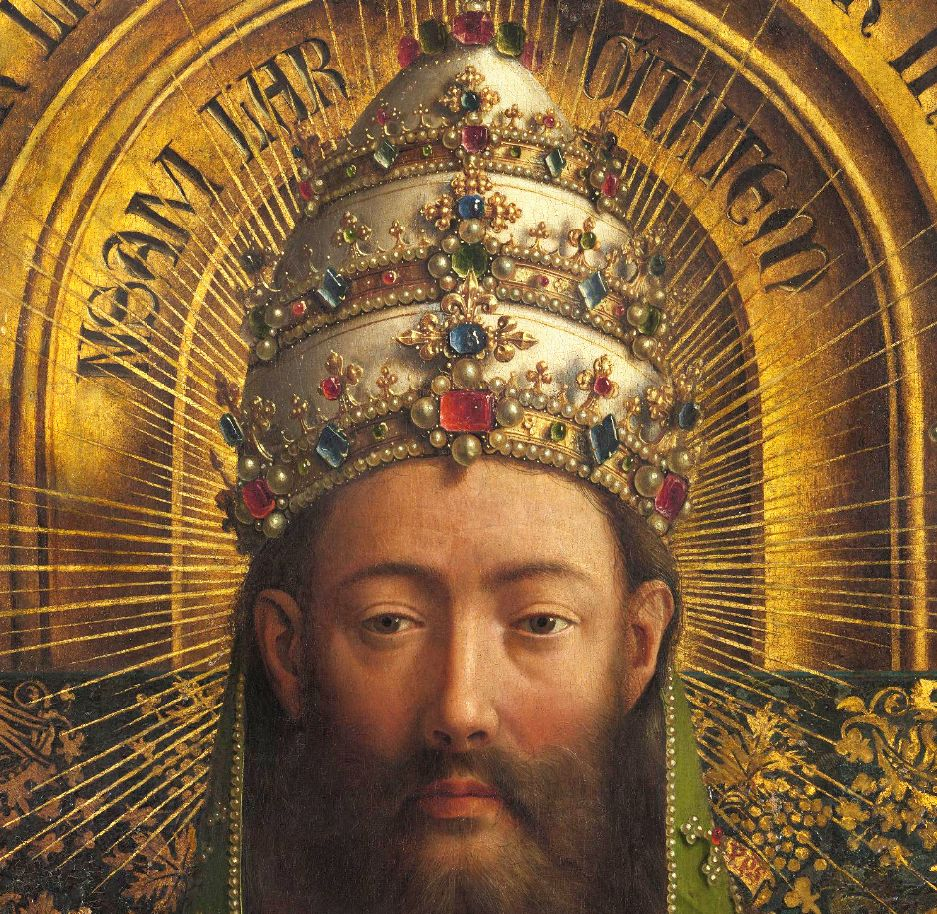
Тиара Господа Вседержителя, украшенная разнообразными драгоценными камнями, в соответствии с описанием Бога в книге «Откровение Иоанна Богослова» в терминологии драгоценных камней (фрагмент Гентского алтаря)

Драгоценные и полудрагоценные камни (самоцветы), а также металлы в Библии — предмет изучения теологов, филологов и историков. Основная проблема связана с трудностями точного перевода древних слов.

## Толкования
Толкование этих упоминаний в трудах христианских писателей (Андрей Кесарийский, Рабан Мавр и другие) послужило для дальнейшего восприятия данных драгоценностей в быту христиан последующих веков. Основными предметами, содержавшими самоцветы, в Библии являлись наперсник первосвященника (хошен) и его наплечник (эфод) из Ветхого Завета и Новый Иерусалим из «Откровения Иоанна Богослова».
Таким образом, драгоценные камни «являлись, главным образом, символами духовных качеств, независимо от их персонификации, так как в полной мере они присущи только Господу и Его Святой Церкви, образ которой нам и являет Небесный Иерусалим». 12 камней из наперсника соотносили с 12 коленами Израиля и 12 апостолами, и проч.
Подобная ассоциация камней со «святым» была одной из причин, по которой ими украшали оклады и ризы Евангелий, икон и других церковных предметов.
Возник особый жанр средневековых текстов, описывающих драгоценные камни — лапидарий, куда с Востока также проникали «языческие», например, индийские, представления о целебных и апотропеических свойствах конкретных минералов.
В Новом Завете авторы более сдержаны в упоминании драгоценностей и вообще предметов роскоши. Сторонники запрета на ношение украшений женщинами оперируют фрагментом из 1-м Послания апостола Петра: «Да будет украшением вашим не внешнее плетение волос, не золотые уборы или нарядность в одежде, но сокровенный сердца человек…» (1Пет. 3:3—1). В 1-м послании Тимофею (2:9-10) апостол Павел говорит: «чтобы также и жены, в приличном одеянии, со стыдливостью и целомудрием, украшали себя не плетением волос, не золотом, не жемчугом, не многоценною одеждою, но добрыми делами, как прилично женам, посвящающим себя благочестию».

## Характеристика
Согласно «Словарю библейских образов», драгоценные камни в Библии делятся на четыре основные тематические категории:
1. образы украшения и красоты . В тексте драгоценные предметы служат подарками для женщин, аллегориями их красоты.[1]
2. образы богатства и власти . Украшения — символ богатства, власти, военная добыча, торговая прибыль, наследство.[1]
3. образы величественного или святого. Святость выражается в сиянии камней, слова описывают богослужение, предметы культа.[1] С Премудростью Божией сравниваются драгоценные камни (книга Иова).
4. образы постоянства трансцендентного Небесного Царства . Сравнения с драгоценными камнями используют пророки, описывающие небесные видения[1] , во многих фразах Библии упоминание драгоценных камней служит для символического выражения идей Священной славы Господа, открытой пророкам[2].

Золото являет образ света, является его абсолютной метафорой, сразу ассоциируясь также и с Богом. Серебро же символизирует такие понятия, как нравственная чистота, святость и целомудрие, оно связано с Девой Марией, но при этом символизирует и живую человеческую природу (также оно значит красноречие и истину).
Также в «Откровении Иоанна Богослова» упоминается неизвестный драгоценный металл халколиван (возможно — сплав золота и серебра электрум).

## Историческая ситуация
Во времена Ветхого Завета в Палестине не имелось никаких месторождений драгоценных камней. Они всегда доставлялись туда извне: при Соломоне — из неидентифицированной страны под названием Офир (I Цар., 10, 11). В эпоху Иезекииля торговля ими торговали арабы, главным образом, сабеев (Иез., 27, 22). С драгоценными дарами прибыла к Соломону царица Савская. Основными поставщиками минералов и вообще украшений были финикийцы.
Драгоценности в употребление среди евреев вошли рано.
Энциклопедия Брокгауза пишет, что резные печати, найденные на еврейских территориях, относятся к эпохе царей, и по ним видно, что ремесло гравирования и вырезания на камне было развито высоко в это время — что хорошо соотносится с сообщениями Библии (ср. Исх., 31, 5; 35, 33).
Самоцветами, судя по тексту, украшались и другие виды ювелирных изделий — серьги, носовые кольца, браслеты. Ими украшались наряды (Иез., 28, 13), балдахины (Эсф., 1, 6) и золотая посуда (Бен-Сира, 50, 10), даже, возможно, стены богатых зданий, как однажды упоминается о храме Соломоновом (II Хрон., 3, 6). Олоферн отдыхал на постели за занавесом, украшенным пурпуром, золотом, изумрудом и драгоценными камнями (Иудифь 10:21).
Судя по книгам Эзры и Нехемии (Нех. 3:8, 31, 32), в период их создания мастера золотых и серебряных дел были объединены в профессиональные гильдии. Гильдии, видимо, существовали в течение всего периода Второго храма: известно, что непосредственно перед взятием Иерусалима в городе был квартал, где жили мастера золотых дел.

## Упомянутые предметы

### Наперсник первосвященника
Наперсник (пектораль) первосвященника — одна из знаменитейших драгоценностей, подробно описанная в Ветхом Завете. Имел 12 разных драгоценных камней, образующих четыре ряда по три камня в каждом, на которых были выгравированы названия двенадцати колен Израилевых. В Библии перечислено, какие именно камни были в нём употреблены, однако по поводу точного перевода терминов существуют споры, поскольку их цвета в священном тексте не названы.
Неизвестно, чем именно являлись являвшиеся его частью священные предметы урим и туммим.

### Наплечник первосвященника
В комплекте с ним шел наплечник (эфод), в него было вставлено два однородных камня с выгравированными шестью именами на каждом. В Пятикнижии описывается эфод Аарона: к его тканой части прикреплялись два полудрагоценных камня «шохам» (в русском переводе — «оникс») в золотой оправе, на которых были вырезаны имена 12 сыновей Иакова (Исх. 28:9-12; 39:6-7).

### Ковчег завета
Среди первых ювелиров в Библии упоминаются такие мастера золотых и серебряных дел, как строители скинии Бецалель и Охолиав. Положенный внутрь неё ковчег завета был выполнен, согласно повелению Господа: «И обложишь его чистым золотом; изнутри и снаружи покрой его; и сделаешь на верху его золотой венец кругом» .

### Утварь
В Библии часто упоминаются всевозможные изделия из золота и серебра, в том числе культовая утварь в Храме. Храм сам по себе являлся сокровищницей, казнохранилищем. За попытку его разграбить был чудесным образом наказан Илиодор (2 Макковеев, 3:7-40).
В 169/168 г. до н. э. селевкидский царь Антиох IV Эпифан вместе с армией войдет в Иерусалим и разграбит Храм, осквернив Святая Святых.
Мишна (Мид. 3:8) и Иосиф Флавий (Древ. 15:390) упоминают золотую лозу с виноградными гроздьями — «чудную величиной и искусной работой», украшавшую Храм Ирода Великого.

### Идолы
В Ветхом Завете постоянно встречаются предостережения против изготовления серебряных и золотых кумиров. Поэтому, как считают исследователи, можно предположить, что со времени завоевания Ханаана это ремесло было распространено. Среди них — знаменитый золотой телец (Исх. 32:4), также см. историю о Михе и его серебряном идоле (Суд. 17).
Затем царь Израиля Иеровоам I, отделившись от сына Соломона, иудейского царя Ровоама, воздвиг в своём царстве двух золотых тельцов: одного в Бейт-Эле (Вефиле), а другого на севере страны в Дане. Формально они символизировали подножия трона Яхве. Этим тельцам жители царства поклонялись как богам; их культ сохранялся всё время существования царства (некоторые цари шли дальше, принимали иноземные культы, но даже наиболее положительно оцениваемые Библией правители Израильского царства «не отступали» от вефильского и данского тельцов).

### Женские и мужские украшения
Обычные бытовые украшения упоминаются в Ветхом Завете достаточно часто.
Для сбора сырья для отлива золотого тельца Аарон повелевает: «выньте золотые серьги, которые в ушах ваших жен, ваших сыновей и ваших дочерей, и принесите ко мне» (Исх. 32:1—3). «Кольца, серьги, перстни и привески, всякие золотые вещи» позже народ жертвует для устроения скинии (Исх. 35:20—22). Они входят в число трофеев, жертвуемых воинами: «цепочки, запястья, перстни, серьги и привески» (Чис. 31:48—54).
Иезекииль вкладывает в уста Бога речи, в которых тот сравнивает свои отношения с Израилем с супружеской любовью, из этой «любовной песни» мы узнаем об украшении красавицы: «И нарядил тебя в наряды, и положил на руки твои запястья и на шею твою ожерелье. И дал тебе кольцо на твой нос и серьги к ушам твоим и на голову твою прекрасный венец. Так украшалась ты золотом и серебром, и одежда твоя была виссон и шелк и узорчатые ткани» (Иез. 16:1—14).
Перечисление многообразия украшений видно в этом отрывке: «В тот день отнимет Господь красивые цепочки на ногах, и звездочки, и луночки, серьги, и ожерелья, и опахала, увясла, и запястья, и пояса, и сосудцы с духами, и привески волшебные, перстни, и кольца в носу, верхнюю одежду и нижнюю, и платки, и кошельки, светлые тонкие епанчи, и повязки, и покрывала. И будет вместо благовония зловоние, и вместо пояса будет веревка, и вместо завитых волос — плешь, и вместо широкой епанчи — узкое вретище, вместо красоты — клеймо». (Ис. 3:18—25)
Ревекка получает в подарок серьги и браслеты в знак сватовства.
Кольца (перстни) упоминаются в Библии часто как символы власти, в притче о блудном сыне, в истории Фамари и её свекра.

### Венцы и диадемы
Золото и самоцветы использовались и для царских венцов: «И взял Давид венец царя их с головы его, — а в нём было золота талант и драгоценный камень, — и возложил его Давид на свою голову» (2 Царств 12:30).
К кидару первосвященника прикрепляли головное украшение, называемое в синодальном переводе «диадимой»: «И сделали полированную дощечку, диадиму святыни, из чистого золота, и начертали на ней письмена, как вырезывают на печати: „Святыня Господня“» (Исх. 39:30). Однако здесь речь идет о головном уборе типа тюрбана, чалмы, который сплетали из виссона, а на лоб с помощью голубого шнура, что очевидно из других строк описания, просто крепили золотую табличку.